# Coelogyne massangeana
 Coelogyne massangeana es una especie de orquídeas epífitas de la subtribu Coelogyninae de la  familia (Orchidaceae). Estas orquídeas con formas de volantes se distribuyen ampliamente por el Sur de Asia.

## Etimología
Su nombre "Coelogyne" (Coel.) del griego "kolios"= "hendidura" y  "gyne" = "hembra" refiriéndose a la profunda cavidad estigmática característica de este género.  
Basónimo: Coelogyne massangeana

Sinónimos:
- Coelogyne tomentosa Lindl. 1854
- Pleione tomentosa (Lindl.) Kuntze 1891
- Pleione massangeana (Rchb.f.) Kuntze 1891
- Coelogyne densiflora Ridl. 1903
- Coelogyne dayana var. massangeana Ridl. 1907
- Coelogyne cymbidioides Ridl. 1908

## Hábitat
Esta especie es epífita  ó litófita  se distribuye ampliamente por el sur de Asia: Malasia, Java, Borneo y Sumatra

## Descripción
Pueden tener pseudobulbos a lo largo del rizoma juntos o espaciados con una o dos hojas apicales, que salen del ápice del pseudobulbo o del de nueva formación e inflorescencias de flores espectaculares y delicadas de color amarillo crema con el centro de color marrón, tiene una fragancia perfumada.
Requiere de luz moderada y una buena aireación. Un horario de riego regular y un fertilizante de fuerza del ½, son beneficiosos para la salud de esta planta. 
El sustrato más idóneo debe ser una mezcla de turba y de perlite con un poco de carbón vegetal. 